# Stadtallendorf (stacja kolejowa)
Stadtallendorf (niem. Bahnhof Stadtallendorf) – stacja kolejowa w Stadtallendorf, w kraju związkowym Hesja, w Niemczech. Według DB Station&Service ma kategorię 4. Znajduje się na ważnej linii kolejowej Kassel – Frankfurt.

## Linie kolejowe
- Linia Kassel – Frankfurt

## Połączenia
| Linia | Trasa | Takt   |
| ----- | --- | ------ |
| IC 26 | (Stralsund Hbf –) Hamburg Hbf – Kassel-Wilhelmshöhe – Stadtallendorf – Gießen – Friedberg (Hess) – Frankfurt (Main) Hbf – Heidelberg Hbf – Karlsruhe Hauptbahnhof | co 2 h |

Regionalverkehr
| RMV-Linie                | Trasa |
| ------------------------ | --- |
| RE 30 (Regional-Express) | Frankfurt (Main) Hbf – Friedberg (Hess) – Gießen – Marburg (Lahn) – Treysa – Wabern (Bz Kassel) – Kassel Hbf                                           |
| SE 30 (Stadt-Express)    | Frankfurt (Main) Hbf – Friedberg (Hess) – Butzbach – Gießen – Marburg (Lahn) – Kirchhain (Bz Kassel) – Stadtallendorf – Neustadt (Kr Marburg) – Treysa |
| RB 30 (RegionalBahn)     | Gießen – Niederwalgern – Marburg (Lahn) – Cölbe – Kirchhain (Bz Kassel) – Stadtallendorf – Neustadt (Kr Marburg) – Treysa                              |